# Hofanlage Dalsper 51

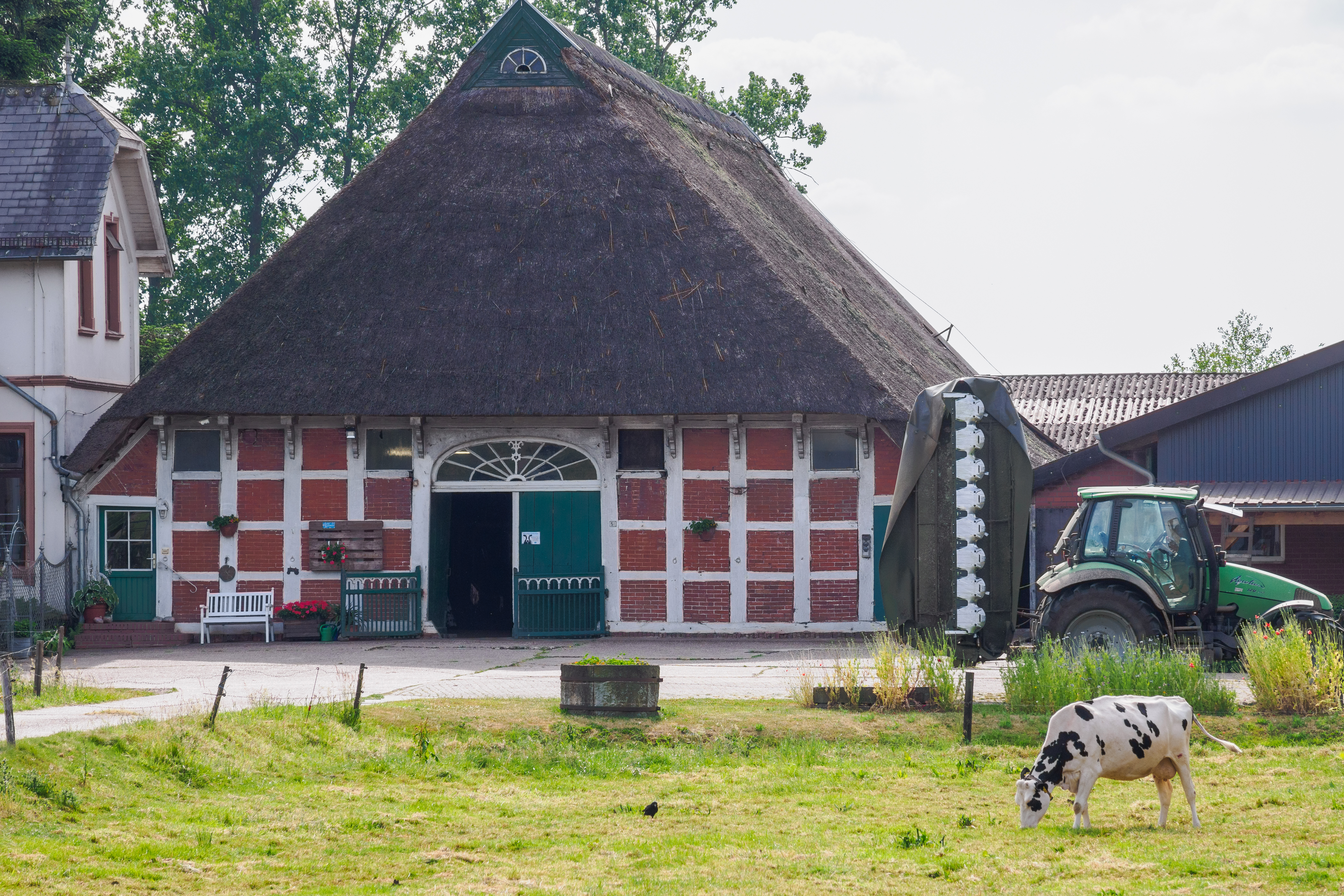
Wohn- und Wirtschaftsgebäude

Die Hofanlage Dalsper 51 im niedersächsischen Elsfleth-Dalsper an der Grenze zu Eckfleth im Landkreis Wesermarsch stammt aus dem 18. bis 20. Jahrhundert. Aktuell (2023) wird sie als Wohnhaus und landwirtschaftlich genutzt.
Die Gebäude stehen unter Denkmalschutz (siehe auch Liste der Baudenkmale in Dalsper).

## Beschreibung und Geschichte
Die Marschhufensiedlung Moorriem mit der mittigen Bauerschaft Dalsper erstreckt sich über etwa 16 Kilometer, wurde nach 1062 gegründet und erhielt im 14. Jahrhundert die heutige Struktur mit den schmalen, oft extrem langgestreckten Parzellen. Im Abstand von ca. 50 bis 100 Metern liegen zahlreiche Hofstellen auf Wurten.
Diese Hofanlage besteht aus
- dem eingeschossigen giebelständigen Wohn- und Wirtschaftsgebäude vom Ende des 18. Jahrhunderts als Zweiständer-Hallenhaus in Fachwerk mit Steinausfachungen, mit auf profilierten Knaggen am Wohnteil vorkragendem reetgedeckten Krüppelwalmdach, Niedersachsengiebeln mit Uhlenloch und der Grooten Door mit Korbbogen; der Wohnteil wurde später (nach 1901) zu einem Stall umgebaut,[2]

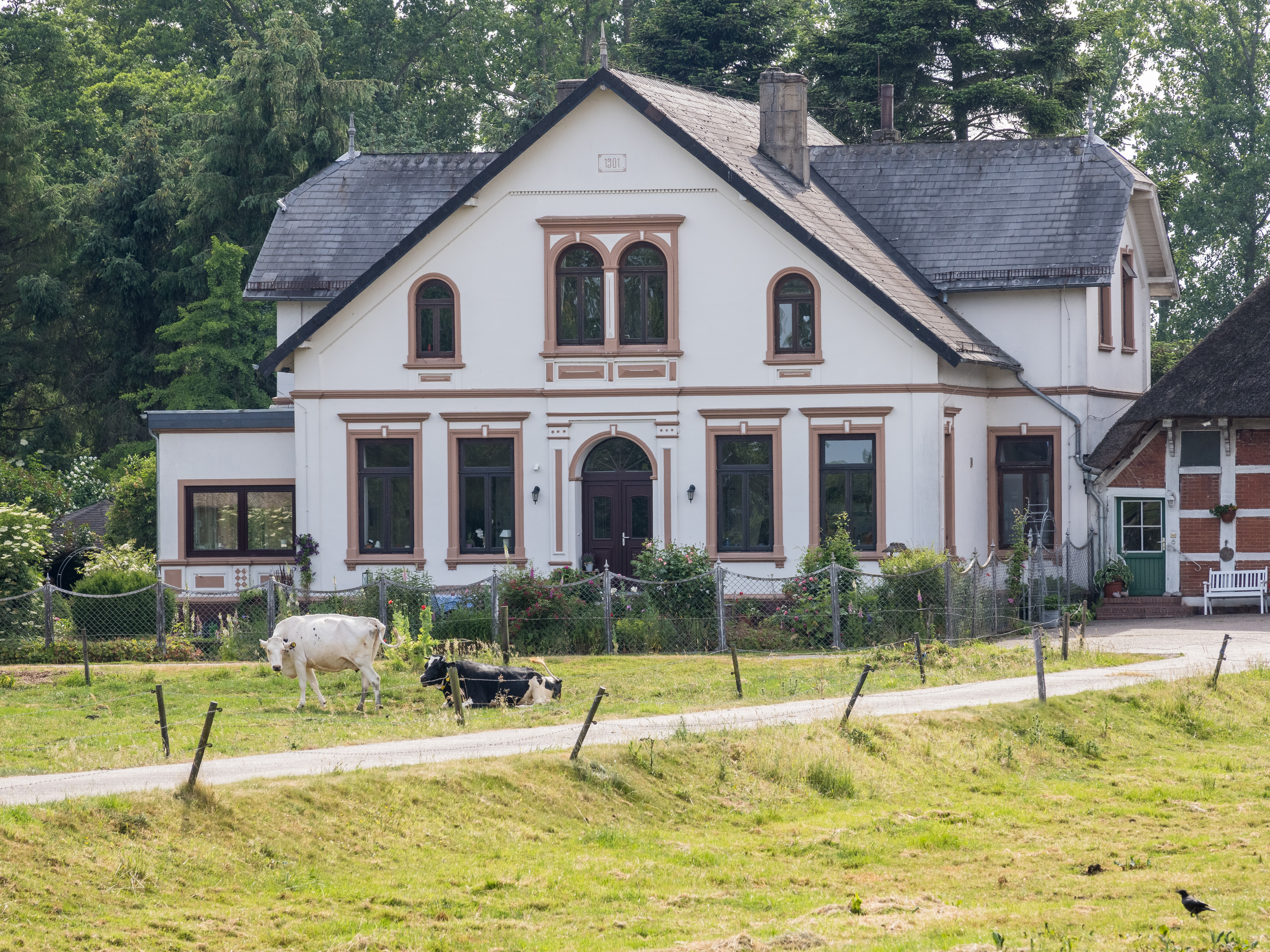
Wohnhaus

- dem eingeschossigen fünfachsigen giebelständigen angebauten verputzten Wohnhaus von 1901 auf einem Keller, mit Drempel und Satteldach vom Bautyp Oldenburger Hundehütte mit beidseitigen Risaliten mit Krüppelwalmdächern, linker überbauter Terrasse sowie geschossteilendem Gesims, Fensterrahmungen, Portalrahmung mit stilisierten Pilastern auf Postamenten und Brüstungsfelder im Giebel,[3]

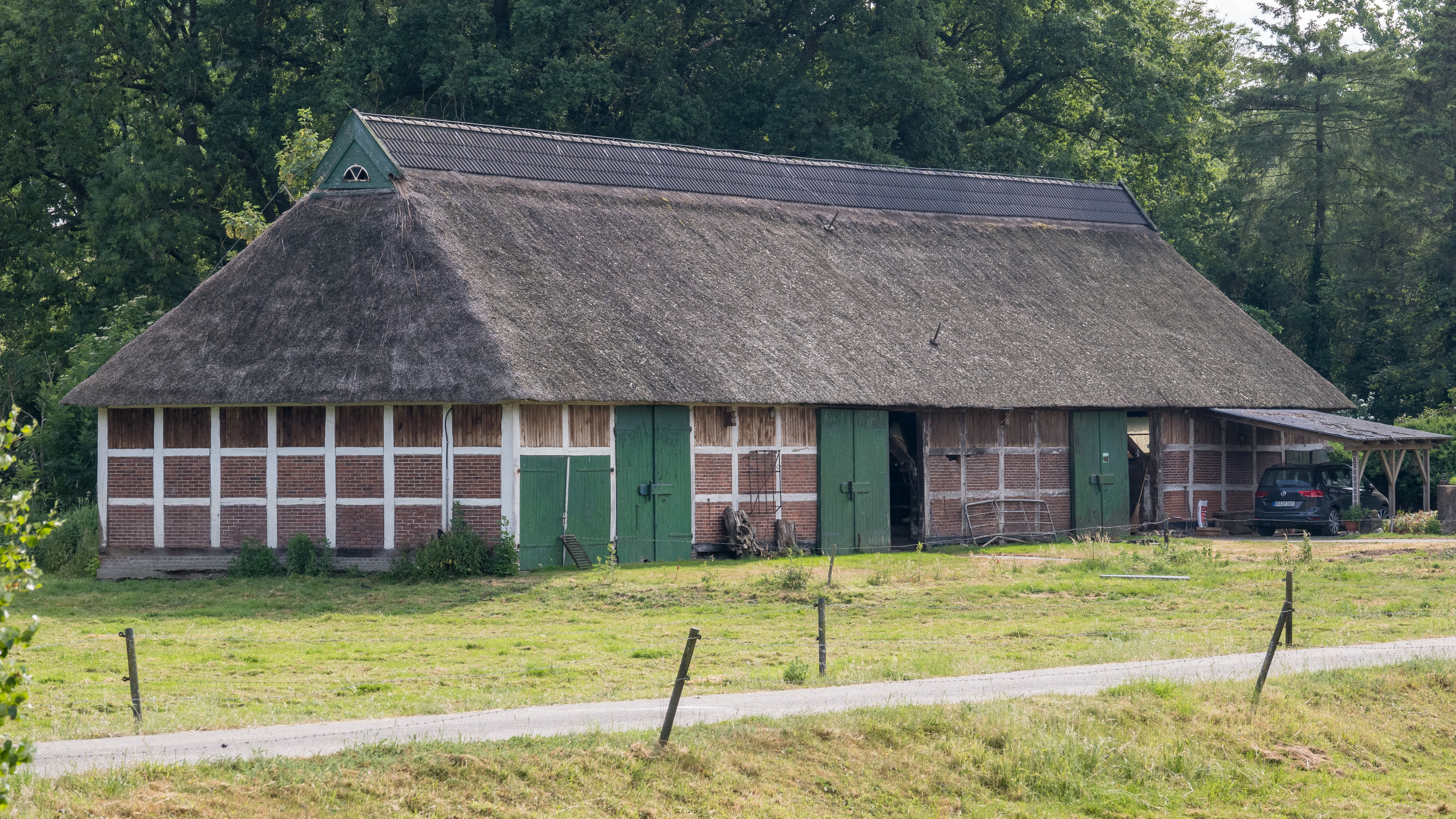
Scheune

- der giebelständigen linken Scheune aus der ersten Hälfte des 19. Jahrhunderts in Ankerbalkenkonstruktion und Fachwerk mit Steinausfachungen sowie mit reetgedecktem Walmdach, Niedersachsengiebeln und mehreren Querdurchfahrten; 1987 nach Brand wiederaufgebaut[4]
- sowie weiteren nicht denkmalgeschützten Nebenanlagen.

Das Landesdenkmalamt befand: „… geschichtliche Bedeutung … als beispielhafte, in Teilen noch aus dem späten 18. Jh. stammende Hofanlage, der um 1900 ein repräsentatives Wohnhaus (‚Staatshaus‘) hinzugefügt wurde …“